# 经济学家
经济学家（英語：Economist）是指从事经济学理论研究及其应用工作的人。有时针对不同的研究领域或者流派，通过添加定语而有不同的称呼。譬如，主要研究西方经济学的经济学家给称为“西方经济学家”，而研究马克思主义政治经济学的经济学家则给称之为“马克思主义经济学家”。在各自的領域中也可以按照學科分支來稱呼。例如，從事計量經濟學的經濟學家就給稱之爲計量經濟學家。

## 在中國大陸

### 意识形态与经济学家
在中国大陆，经济学和一部分其他学科一样，由于各种原因受到了来自官方意识形态的影响，经济学体系与国际上的主流有所不同。在较长的一段时间里，马克思主义政治经济学被长期认定为主流经济学，国际上通行的主流经济学被狭义地認爲是“資產階級的經濟理論”，僅作爲前者的一個分支進行研究。這樣重前者而輕後者的結果導致了整个经济学的研究工作与國際脱轨。
近年來，在國際交流增多的情況下國内的學術環境有所寬鬆，意識形態決定經濟學研究的情況也有所改變。众多从国外学成回国的经济学家进入高等学府以及研究机构成为研究主力，影响並引導著整個经济学界。北京大学中国经济研究中心可以説是其中的典型例子。
事实上，西方的经济学界对经济学研究持有這樣的看法，研究不應局限於意识形态，而應該通过研究成果进行学术上的深入探讨、乃至争论。這樣的觀點也在中國大陸逐漸增多。有经济学家就认为，不管是马克思主义经济学还是近代西方主流经济学，在学术上不应有孰轻孰重的问题，更不能接受来自官方意识形态的影响，而应百花齐放，通过自己的研究成果来证明自己的观点，并在此基础上来探讨实际的经济问题。

### 经济学家与经济学者
在中文的语境中，经济学家和经济学者的区别，正如数学家和数学学者、管理学家和管理学者、法学家和法学学者的不同，“家”有“资深”的含义。
对此，也有这样的一部分不同意见，就是在“经济学家”的权威性尚还根深柢固的情况下，很多经济学领域的所谓专家都把经济学家的名称冠之于自己头上，导致经济学家这个高尚的名称被滥用。不可否认，一般大众对于“经济学家”这个名称的认识还停留在语境上，不仅在媒体的宣传下盲目跟从，而且事实上也很少有人真正地去认真辨别。这样的结果导致了一批经济学家对于自己名称的反思，特别是那些研究上偏重于理论的人。他们为了保持自己与那些理论上没什么建树却喜欢对市场上各类现象进行评头论足的经济学家的距离、不再愿意被人冠之以经济学家的称呼，而更情愿被称为听上去似乎很低调的“经济学者”。因为他们认为，那些处在“台面上风光着”的一部分经济学家并没有真正意义上的理论建树，其中的一个指标就是没有在国际上公认的学术期刊上发表过任何的研究成果。